# Lédéburite
La lédéburite est l'eutectique du diagramme fer-carbone, correspondant à une teneur de 4,3 % en masse de carbone ; sa formule brute est (Fe3C:2Fe), il fond à 1 148 °C. Son nom vient d'Adolf Ledebur (1837-1906), métallurgiste allemand, qui la décrivit en 1882.
D'un point de vue morphologique, lors du refroidissement d'un alliage fer-carbone contenant entre 2,11 et 6,67 % en masse de carbone, il se forme une matrice de cémentite Fe3C contenant des globules d'austénite à 2,11 % de carbone (limite gauche de l'horizontale à l'eutectique). Puis, en dessous de la température A1 (727 °C), l'austénite se transforme en perlite ; l'alliage porte alors le nom de fonte blanche.
La cémentite est un composé métastable, qui tend à se décomposer en ferrite α et en graphite si l'on attend « suffisamment longtemps » :
Fe3C → 3Fe + C
Si le refroidissement de la fonte est suffisamment lent, et surtout si elle contient des éléments d'alliage dits « graphitisants » (silicium, cuivre, nickel), il ne se forme pas de lédéburite mais un eutectique à 4,25 %C, composé de graphite + austénite à 2,03 % en masse de carbone (fonte grise), et dont la température de fusion est 1 153 °C.

Diagramme fer-carbone.